# Fuyuansaurus acutirostris
Fuyuansaurus acutirostris — викопний вид діапсидних рептилій ряду Проторозаври (Protorosauria). Скам'янілі рештки виду знайдені  у 2013 році на півдні Китаю у відкладеннях формації Фаланг. У нього було довге, витягнуте рило. Сильно витягнута морда, яка нагадує морду іхтіозаврів або деяких талаттозаврів, є абсолютно унікальною для проторозавров.
Матеріалом для виділення роду та виду стали задні дві третини черепа і кілька фрагментів скелета, в тому числі частина хребта і більшість кісток обох поясів кінцівок. У Fuyuansaurus acutirostris була виключно довга і гнучка шия, складена з 12 або 13 хребців і перевершує розмірами тіло тварини. Однак у нього шийні хребці все ж не настільки витягнуті, як у таністрофея.
Великі очниці та неповне зрощення невральних дуг з центральними частинами грудних хребців вказують на те, що це неповнозріла особина. Судячи з численних голкоподібних зубів, харчувався фуюанзавр рибою і ракоподібними. Його родова назва була дана по місцевості, в якій вчені знайшли викопні рештки, а видова відсилається на його подовжену передню частину черепа.